# Just Getting Started
Just Getting Started (bra: Apenas o Começo; prt: Entre Rivais) é um filme estadunidense de comédia de ação de 2017 dirigido e escrito por Ron Shelton, seu primeiro longa-metragem desde Hollywood Homicide (2003). O filme é estrelado por Morgan Freeman, Tommy Lee Jones, Rene Russo, Elizabeth Ashley e Glenne Headly. A trama segue um ex-agente do FBI que deve deixar de lado sua rivalidade pessoal com um ex-advogado da máfia em um resort quando a máfia vem para matar a dupla. Foi lançado nos Estados Unidos em 8 de dezembro de 2017, pela Broad Green Pictures, foi criticado pela crítica de cinema e foi um fracasso de bilheteria, arrecadando apenas 7 milhões de dólares contra seu orçamento de 22 milhões de dólares.

## Sinopse
Ex-agente do FBI e ex-advogado criminal têm obrigação de colocar suas rivalidades de lado, a fim de tentar a solução de um caso misterioso e impedir que bandidos cometam um crime.

## Elenco
- Morgan Freeman como Duke Diver
- Tommy Lee Jones como Leo McKay
- Rene Russo como Suzie Quinces
- Glenne Headly como Margarite
- Sheryl Lee Ralph[7] como Roberta
- Elizabeth Ashley[7] como Lily
- Kristen Rakes[8] como Ginger
- Joe Pantoliano como Joey
- Graham Beckel[7] como Burt
- Mel Raido[7] como Oscar
- George Wallace[7] como Larry
- Nick Peine[7] como Jimmy
- Jane Seymour como Delilah
- Johnny Mathis como Johnny Mathis

## Produção
Em 14 de maio de 2016, foi anunciado que a Broad Green Pictures co-produziria o filme sob o título Villa Capri com Entertainment One, com direção de Ron Shelton, estrelado por Morgan Freeman e Tommy Lee Jones. Em 9 de junho de 2016, foi anunciado que Rene Russo foi escalada para um papel principal ao lado de Freeman e Jones. As filmagens começaram no Novo México em 15 de agosto de 2016. Em setembro de 2017, o filme foi renomeado de Villa Capri para Just Getting Started.

## Recepção

### Bilheteria
Nos Estados Unidos e Canadá, Just Getting Started foi lançado em 8 de dezembro de 2017, juntamente com a ampla expansão de The Disaster Artist, e foi projetado para arrecadar cerca de 5 milhões de dólares em 2 146 cinemas no fim de semana de inauguração. Ele acabou estreando com 3,2 milhões de dólares, terminando em 10º na bilheteria. Ao ajustar pela inflação, foi a 21ª pior abertura de todos os tempos.  Em seu segundo fim de semana, o filme caiu 69% para 978 923 dólares, terminando em 14º. Em sua terceira semana, o filme arrecadou 22 092 dólares em 48 cinemas, caindo 98%.

### Resposta crítica
No Rotten Tomatoes, o filme tem uma taxa de aprovação de 4% com base em 23 avaliações, com uma média de 2,5/10. O consenso crítico do site diz: "Uma falha totalmente sem graça, Just Getting Started gerencia a incrível façanha de desperdiçar mais de um século de experiência de atuação combinada com seus três talentosos protagonistas." No Metacritic, o filme tem uma pontuação média ponderada de 21 de 100, com base em 10 críticos, indicando "críticas geralmente desfavoráveis". O público entrevistado pela CinemaScore deu ao filme uma nota média de "C" em uma escala de A+ a F.
Joe Leydon, da Variety, criticou o filme: "Alguns filmes ruins provocam ondas de raiva e indignação, enquanto outros provocam sarcasmo e desprezo de nível industrial. E há peças de chumbo como Just Getting Started, que provocam uma sensação inefável de tristeza quando se considera como muito tempo, dinheiro e talento foram desperdiçados em algo totalmente inútil." Stephen Farber do The Hollywood Reporter escreveu: "O filme é bastante insinuante, mas seu principal valor é nos deixar ansiosos por outro filme de Shelton mais substancial, muito antes que outra década se passasse."